# Samsung SPC-1000
Samsung SPC-1000 (SPC-1000) је кућни рачунар фирме Самсунг (Samsung) који је почео да се производи у Јужној Кореји током 1982. године.
Користио је Z80-A микропроцесорску јединицу а RAM меморија рачунара је имала капацитет од 64 KB. 
Као оперативни систем кориштен је CP/M са опционом дискетном јединицом.

## Детаљни подаци
Детаљнији подаци о рачунару SPC-1000 су дати у табели испод.
|                       |                                                         |
| [ 1 ]                 |                                                         |
| Произвођач            | Самсунг                                                 |
| Тип                   | кућни рачунар                                           |
| Меморија              | 64 KB                                                   |
| Поријекло             | Јужна Кореја                                            |
| Година                | 1982                                                    |
| Тастатура             | пуни помак тастера, 67 тастера са функцијским тастерима |
| Процесор              |                                                         |
| Фреквенција процесора | 4                                                       |
| RAM                   | 64 KB                                                   |
| ROM                   | 32 KB                                                   |
| Текст                 | 32 знакова x 16 линија                                  |
| Графика               | 128 x 192 / 256 x 192 тачака                            |
| Боја                  | 9 (полуграфика), 4 (128 x 192 мод), 2 (256 x 192 мод)   |
| Звук                  | 3 гласа, 8 октава (AY-3-8910 коло)                      |
| Димензије             | 48 (ширина) x 27,5 (дубина) x 9,5 (висина)              |
| Портови               |                                                         |
| Оперативни систем     | са опционом дискетном јединицом                         |